# Орловский (Нижегородская область)
Орловский — посёлок в Городском округе Бор Нижегородской области России. Входит в Останкинский сельсовет, ранее входил в состав Большеорловского сельсовета.

## География
В истоке реки Хмелевка, правом притоке Керженца, примерно в 40 км (по прямой) к северо-востоку от райцентра города Бор. Близлежащие населённые пункты: поселки Большеорловское и Берёзовский.

## Население
| 2002 | 2010 |
| ---- | ---- |
| 0    | →0   |